# Монітори типу «Ель Плата»
Монітори типу «Ель Плата» (ісп. El Plata) - два монітори, побудовані у Великій Британії в 1870-х роках для аргентинського флоту.  Вони використовувались як броненосці берегової оборони. 

## Опис
Монітори типу «Ель Плата» мали довжину 56,7 метрів, ширину - 13, 4 метри, осадку  2,9 - 3,2 метра. Вони мали водотоннажність 1560-1704 тонни, екіпаж налічував 120 офіцерів і моряків. 
Головним калібром корабля були дві 200 фунтові гармати (229 міліметрові) нарізні дульнозарядні гармати з ефективною дальністю вогню -1200-1500 метрів, розміщених у єдиній башті. Допоміжне озброєння монітора складалося з двох 47 міліметрових гармат Армстронга та чотирьох 37 міліметрових Гочкісса.
На відмін від класичних моніторів «Ель Плата» мала досить розвинену надбудову та три щогли з вітрилами. Це покращувало їх морехідність, водночас обмежувало  ефективність кораблів як артилерійських платформ через обмеження секторів обстрілу. 

## Представники
| Назва                 | Верф                        | Спущений на воду    | Вступив у стрій | Доля                                                       |
| --------------------- | --------------------------- | ------------------- | --------------- | ---------------------------------------------------------- |
| «Ель Плата» El Plata  | «Laird Brothers», Беркенгед | 29 серпня 1874 року | 1875 рік        | знятий з озброєння 16 листопада 1927 року, пущений на злам |
| «Лос-Андес» Los Andes | «Laird Brothers», Беркенгед | 29 жовтня 1874 року | 1875 рік        | знятий з озброєння 16 листопада 1927 року, пущений на злам |